# 에벤크어
에벤크어(어웡키어, Evenki)는 러시아(예벤키 자치구, 사하 공화국, 부랴트 공화국)와 몽골, 중국에서 에벤크족의  언어이다. 러시아 지역 에벤크족은 1920년대부터 소련 영향으로 키릴 문자를 사용하나, 몽골과 중국 지역 에벤크족은 몽골 문자를 사용한다. 분류계통상 퉁구스어족 북퉁구스어파에 속한다.
어웡키어로는 "Эвэды̄ турэ̄н(evedi turen)"으로 표기한다. 일부 지역에선 야쿠트어나 부랴트어와 접촉하여 이들로부터 영향을 강하게 받았다. 러시아어의 영향도 받았다(1979년에는 75.2 %의 에벤크족이 러시아어를 사용했으나, 2002년에는 92.7%의 에벤크족이 러시아어를 사용했다). 에벤크어는 3개의 주요 방언(동부와 서부, 북부 방언)으로 나뉘어 있다.

## 문자
문자의 경우 러시아에서는 키릴 문자를, 중국에서는 몽골 문자를 사용해 표기한다. 키릴 문자 표기의 경우 이응(ng) 발음을 표기하는 Ӈ을 추가로 사용한다. /dʒ/에 해당하는 문자가 없어서 дя, дю처럼 д + е, ё, и, ю, я조합으로 /dʒ/ 발음을 표기한다. 이 때 /di/와 /dʒi/ 발음을 구별하기 위해 /di/는 ды, /dʒi/는 ди로 표기하고, /ti/ 역시 ты로 표기한다.
장음은 모음 위에 장음부호 ¯를 덧붙여서 표기한다.